# Deir Yassin-massakern
Deir Yassin-massakern, som ägde rum i Deir Yassin den 9 april 1948, är en omtalad händelse som skedde under det arabisk-israeliska kriget 1948.

## Händelseförloppet

### Striderna
Natten till 9 april 1948 lade sig byborna som vanligt att sova, säkra på att de var bland de minst sannolika av judiska operationsmål. Men som ett försiktighetsmått och i enlighet med gammal sed hade byns äldste utsett ett tjugotal nattvakter. Dessa hade några gamla mausergevär och turkiska musköter som dittills mest skjutit kaniner och tjänat som larmande ljud.
Fredagen den 9 april 1948 öppnade judiska kombattanter eld mot den sovande byn Deir Yassin. Enligt Haganah bestod den anfallande styrkan av 120 man, 80 från Irgun och 40 från Sternligan. De träffades på morgonen några timmar före attacken för planering. Mordechai Raanan, Irguns kommendant i Jerusalem, ska ha betonat att kvinnor, barn och åldringar inte skulle skadas och att byinvånarna genom högtalare skulle bli varnade att fly.
Angriparna mötte motstånd. Irgun och Sternligan angrep hus efter hus och kastade in handgranater genom dörrar och fönster. Några av angriparna dödades och flera skadades av byns försvarare. Angriparna tog därför sängar ur husen och lade de skadade på och tvingade byinvånarna att bära dem och fungera som levande sköldar. Vid 10-tiden anlände en enhet ur Haganah med granatkastare som snabbt slog ut motståndet. Vid 11-tiden var striderna slut.

### Antal dödade
Länge uppgavs att 254 araber dödades. Senare forskning visar dock att antalet dödsoffer i själva massakern var lägre, 93 personer enligt Pappe, eller mellan 100 och 110 enligt andra källor.

### Efterförloppet
Irgun och Stern-trupper började plundra husen och de döda kropparna. De stal pengar och juveler.
En detaljerad beskrivning av vad som hände kom från Meir Pa'il, en av Haganahs underrättelseagenter, som besökte byn den 9 april. Han skrev: "Striderna var över, ändå hördes ljudet av skjutande från olika hus. Sporadiskt skjutande, inte som det man normalt hör när de säkrar ett hus." Enligt Pail kom vid 14-tiden en grupp ortodoxa judar från byn Givat Shaul, den by som Deir Yassin hade slutit fredsöverenskommelse med, och fick slut på dödandet. De ska ha skrikit: "Vi hade en överenskommelse med den här byn. Det var lugnt. Varför mördar ni dem?" Enligt andra uppgifter hjälpte inte judarna från Givat Shaul byns invånare utan deltog tvärtom i misshandeln.
När skjutandet hade upphört samlade Sternligan och Irgun samman omkring 250 överlevande, mest kvinnor, åldringar och barn, i en skolbyggnad. Man diskuterade vad man skulle göra med dem. Några ville spränga hela huset med människorna i. Judarna från Givat Shaul skrek "tjuvar och mördare, gör det inte". Det slutade med att de överlevande lastades på fyra lastbilar och fördes till arabkvarteren i Jerusalem. Dessförinnan kördes de genom det judiska Västra Jerusalem, där de hånades och blev utsatta för stenkastning.

### Efterspel
När de överlevande från massakern förts till Jerusalem och deras historier blev kända bland de palestinska ledarna, beslutade det palestinska ledarskapet att utnyttja massakern i propagandasyfte. På den palestinska radion gick därför överdriven information om massakern ut till de arabisktalande invånarna i Palestina. Trots flyktingarnas protester talades bland annat om våldtäkter och övergrepp och att gravida kvinnor skändats och sedan mördats. Antalet mördade överdrevs även kraftigt.
Den palestinska propagandan fick emellertid den icke-avsedda effekten att många palestinier av rädsla för liknande aktioner övergav sina byar och flydde till flyktingläger. Detta medförde att palestinierna hamnade i en sämre situation och att judiska, och senare reguljära israeliska styrkor kunde besätta mer land än som annars varit fallet, med motiveringen att marken var övergiven.

## Övergivna barn
Femtiofem barn vars föräldrar hade dödats dumpades vid Jaffaporten i Jerusalem. Flera dagar senare var en palestinsk kvinna, Hind Husseini,[källa behövs] på väg till ett kvinnomöte då hon träffade på en grupp hemlösa barn som vandrade omkring i fullständig misär nära den Heliga Gravens kyrka i Jerusalem. Hon frågade varför de inte gick hem. En pojke svarade att de kom från Deir Yassin och inte visste vad de skulle göra eller vart de skulle gå. Hon tog sig an barnen och hyrde två rum där de kunde bo. Småningom flyttade hon dem till ett stort hus tillhörande familjen, beläget mitt emot Orient House. Detta hus blev ett permanent hem för barnen. Hon kallade huset Dar Al-Tifl Al-Arabi (ungefär "Arabiska barnhemmet"). Flera föräldralösa och utfattiga barn tillkom till följd av striderna i Jerusalem. Hind Husseini skapade en hjälporganisation med namnet Dar El-Tifel Al-Arabic Institution och sökte finansiellt stöd från olika organisationer. Institutet har sedan utvecklats och är i dag en betydande organisation. Flickhemmet består av sex byggnader. Man har skola, sovsalar, museum,  kulturcentrum och konstskola.

## Svar från araberna
Fyra dagar efter Deir Yassin-massakern attackerade arabisk milis en judisk konvoj på väg till Hadassahsjukhuset. 78 judar mördades, de flesta läkare och sjuksköterskor, som hämnd på massakern i Deir Yassin.

## Film
- Miral (2010)

### På svenska
- Per Gahrton: Palestinas frihetskamp, Historia, analys och personliga iakttagelser (2008) Stockholm, Carlsson bokförlag ISBN 978-91-7331-177-9 (736 sidor)
- Sune Persson: Palestinakonflikten, Lund, Studentlitteratur, 1994 ISBN 978-91-44-07205-0
- Sören Wibeck: Ett land två folk. Israel-Palestinakonfliktens historia,  Historiska media 2009 (384 sidor)
- David Hirst: Geväret och olivkvisten. Översättn. Ulla Ericsson och Ingvar Rydberg. Alhambra 2011.  ISBN 9186063170

### På andra språk
(lista hämtad från engelskspråkiga Wikipedia)
- Al-Arif, Arif (1956). al-Nakba, Beirut.
- Banks, Lynne Reid (1982). A Torn Country: An Oral History of the Israeli War of Independence. New York: Franklin Watts.
- BBC and PBS (1998). "The Arab Israeli Conflict - part 2 : Israeli massacres 1948", The Fifty Years War.
- Begin, Menachem (1978): The Revolt, Dell Publishing, ISBN 0440175984, ISBN 978-0440175988 Also available in a 2002 edition translated by Shmuel Katz. ASIN B000TAQ4Y2
- Collins, Larry and Lapierre, Dominique (1972): O Jerusalem!, Simon and Schuster. ISBN 0-671-66241-4
- Eban, Abba (1969). Background Notes on Current Themes - No.6: Dir Yassin. Jerusalem: Ministry for Foreign Affairs, Information Division, March 16, 1969.
- Gelber, Yoav (2006). Palestine 1948. See Appendix II: "Propaganda as History: What Happened at Deir Yassin?". Sussex Academic Press. ISBN 1-84519-075-0
- Kananah, Sharif and Zaytuni, Nihad (1988). Deir Yassin القرى الفلسطينية المدمرة (Destroyed Palestinian Villages), Birzeit University Press, oclc 29364942 LCCN 89-968187
- Khalidi, Walid (1992), All That Remains: The Palestinian Villages Occupied and Depopulated by Israel in 1948, Washington D.C.: Institute for Palestine Studies, p. 290, ISBN 0887282245
- Lapidot, Yehuda (1992). Besieged, Jerusalem 1948: Memories of an Irgun Fighter. See part II, Jerusalem, for the section on Deir Yassin.
- Laurens, Henry (2007). La Question de Palestine, vol.3, Fayard, Paris.
- Mendel, Yoni. Wound of Deir Yassin Reopened, Walla! News, April 10, 2007; translated into English and hosted by Zochrot.
- McGowan, Daniel and Ellis, Marc. (eds) (1998). Remembering Deir Yassin: The Future of Israel and Palestine. Interlink Publishing Group.
- Milstein, Uri (2007). Blood Libel at Deir Yassin: The Black Book (Hebrew: עלילת דם בדיר יאסין - הספר השחור). National Midrasha Publishers and Survival Institute Publishers.
- Milstein, Uri (1999). History of Israel's War of Independence: Out of Crisis Came Decision (volume 4), University Press of America, ISBN 0761814892, OCLC 34598075 LCCN 96-17163
- Milstein, Uri (1989) תולדות מחלמת העצמאות (History of the War of Independence), Zemorah, Bitan. OCLC 21330115 LCCN 89-192316
- Morris, Benny (2008). 1948: The First Arab-Israeli War. Yale University Press.
- Morris, Benny (2005). "The Historiography of Deir Yassin". Journal of Israeli History 24 (1): 79–107. doi:10.1080/13531040500040305.
- Morris, Benny (2004). The Birth of the Palestinian Refugee Problem Revisited. Cambridge University Press. ISBN 0-521-81120-1
- Morris, Benny (2001). Righteous Victims: A History of the Zionist-Arab Conflict, 1881-2001. Vintage Books. ISBN 0679744754
- Morris, Benny (1987). The Birth of the Palestinian Refugee Problem, 1947-1949. Cambridge University Press. ISBN 0-521-33028-9
- Pa'il, Meir and Isseroff, Ami (1998). Meir Pail's Eyewitness Account, October 1, 1998, accessed June 11, 2009.
- Pappe, Ilan (2006). The Ethnic Cleansing of Palestine. Oxford:Oneworld Publications.
- Perlmutter, Amos. The Life and Times of Menachem Begin.
- Sachar, Howard M. (2006): A History of Israel from the Rise of Zionism to Our Time, Alfred A. Knopf, ISBN 0-679-76563-8
- Silver, Eric (1984). Begin: A biography. ISBN 0-297-78399-8
- Silver, Eric (1998). Arab witnesses admit exaggerating Deir Yassin massacre, The Jerusalem Report, April 2, 1998, accessed June 11, 2009.